# Aciagrion zambiense
Aciagrion zambiense là một loài chuồn chuồn kim trong họ Coenagrionidae.
Loài này được xếp vào nhóm loài thiếu dữ liệu trong sách Đỏ của IUCN năm 2008.
Aciagrion zambiense được Pinhey miêu tả khoa học năm 1972.